# Зосима Оренбургский
Зосима Оренбургский (в миру Захарий Прокофьевич Карцев; 1860, станица Нижнеозёрная, Оренбургская губерния —1920, Оренбургский Никольский монастырь). Местночтимый святой Оренбургской митрополии Русской Православной Церкви. По некоторым сведениям был жив в 1923.

## Биография

#### До монашества
Родился в 1860 году в станице Нижнеозёрная. Был Оренбургским казаком. Окончил школу казачьего ведомства. Был женат на Пелагее Матвеевне, в семье было 7 детей, однако из всех детей выжили лишь дочки Матрона и Евдокия.
В 1896 стремясь к монашеский жизни, с согласия супруги поселился на возвышенности у берега реки Самары, возле села Покровка.
Спустя 7 лет отправился в паломничество по святым местам. Побывал в Воронеже, Киеве и Дивеевской обители. В 1906 году, в письме к монаху Киевского Свято-Троицкого монастыря описывает чудесные явления Ионы Киевского и Иоанна Кронштадского.

### Монашество
В 1906 г. Захарий Прокопьевич начинает свои труды по устройству монастыря. К 1910 г. была возведена и освящена домовая церковь во имя святителя Николая Чудотворца, построена колокольня.
В 1909 г. указом Святейшего Синода иноческая община была учреждена как Николаевский скит от Оренбургского Успенско-Макарьевского мужского монастыря. Осенью 1910  по согласию с супругой (также принявшей впоследствии монашество) Захарий Карцев принял монашеский постриг с именем Зосима и был утвержден заведующим Николаевским скитом. Позже он был рукоположен в иеродиакона, а летом 1911 г. — во иеромонаха.
В 1911 г. построен братский корпус с храмом в честь Казанской иконы Божией Матери.
Монастырь процветал и пополнялся насельниками. В июле 1917 г. решением Святейшего Синода иеромонах Зосима был возведен в сан игумена.
С начала гражданской войны, видя горе и смерть, игумен Зосима, как свидетельствовали насельники монастыря, призывал всех к миру в проповедях и в частных беседах. Он убеждал братию и прихожан молиться за воюющих сродников.

### Арест
В августе 1919 игумен Зосима был арестован по обвинению в контрреволюции и заключен в Оренбургскую губернскую тюрьму, однако впоследствии оправдан.

### Смерть
Последние дни жизни игумена Зосимы прошли в заботах о монастыре, в молитве и терпении болезней. По сохранившимся свидетельствам, он скончался в 1920 в возрасте 60 лет и был похоронен у алтаря монастырского Никольского храма. По некоторым свидетельствам был жив в 1923, однако в кратком житие этого упоминания уже не было.

## Почитание и канонизация
В 2014 было обретено захоронение преподобного Зосимы, после чего усилилось его сохранившиеся почитание в народе.
На заседании Священного Синода Русской Православной Церкви 27 декабря 2024 года постановили прославить преподобного Зосиму, днём его памяти был определено 24 сентября (13 октября по с.с.), в день его святого покровителя мученика Зосимы Калутинского.
27 февраля 2025 года митрополит Оренбургский Пётр (Мансуров) возглавил Божественную Литургию, за которой был совершён чин прославления преподобного Зосимы.